# 24 Hrs
24 Hrs è il quinto album in studio del cantautore britannico Olly Murs, pubblicato l'11 novembre 2016 dall'etichetta discografica RCA. L'album ha raggiunto il primo posto della UK Singles Chart il 9 dicembre 2016, dando a Murs il suo quarto album numero uno nel Regno Unito.

## Antefatti e successo musicale
All'inizio del 2016, Murs ha cominciato a lavorare al suo quinto album in studio, che è sarà pubblicato più avanti nel corso dell'anno. L'8 luglio 2016 è uscito il singolo You Don't Know Love, il 7 ottobre Grow Up e il 4 novembre Back Around, serie di singoli che hanno anticipato il quinto album di inediti, 24 Hrs, pubblicato l'11 novembre 2016. Murs ha confermato ci sarà un tour nel 2017. Il 10 maggio 2017 Murs su Twitter ha annunciato la sua presenza al Summertime Ball che si terrà al Webbly Stadium, il 22 maggio sempre su Twitter annuncia che il 31 maggio verrà pubblicato il singolo Unpredictable con la partecipazione della cantante inglese Louisa Johnson ed il 23 giugno pubblica su YouTube il video ufficiale del singolo. Il 2 settembre 2016, Murs ha annunciato sul suo account Twitter che sarebbe andato in tour a marzo e ad aprile 2017. L'11 ottobre ha annunciato su Twitter che sarà il coach in The Voice UK.

## Singoli
| Anno | Titolo                             |
| ---- | ---------------------------------- |
| 2016 | You Don't Know Love                |
| 2016 | Grow Up                            |
| 2016 | Back Around (singolo promozionale) |
| 2016 | Grow Up (Remix)                    |
| 2016 | Years & Years                      |
| 2016 | Years & Years (Remix)              |
| 2017 | Unpredictable feat. Louisa Johnson |

## Tour
Nel settembre 2016, Olly Murs ha annunciato che ci sarebbe stato un tour nel Regno Unito, chiamato Spring & Summer Tour 2017.

## Tracce
1. You Don't Know Love – 3:18
2. Years & Years – 4:02
3. Grow Up – 3:45
4. Unpredictable – 3:20
5. Back Around – 2:54
6. Deeper – 2:36
7. 24 Hrs – 3:28
8. Private – 3:10
9. Love You More – 3:04
10. Read My Mind – 3:37
11. Better Than Me – 3:54
12. Flaws – 3:11
13. That Girl – 2:56
14. Before You Go – 3:50
15. Better Without – 3:39
16. How Much for Your Love – 3:33

Durata totale: 54:17

## 24 Hrs (Acoustic)
24 Hrs (Acoustic) è un EP contenente cinque versioni acustiche dei brani dell'album 24 Hrs, pubblicato il 23 dicembre 2016
1. You Don't Know Love (Acoustic) – 3:14
2. Grow Up (Acoustic) – 3:30
3. Years & Years (Acoustic) – 4:03
4. Love You More (Acoustic) – 2:55
5. Flaws (Acoustic) – 3:08

Durata totale: 16:50

## EP
- 2016 - Grow Up (Remixes)
- 2016 - Years & Years
- 2016 - Years & Years (Remixes)
- 2016 - 24 Hrs (Acoustic)
- 2016 - Back Around - EP
- 2017 - Unpretictable
- 2017 - Unpredictable (John Gibbons Remix)
- 2017 - Unpredictable (Disco Demolition Remix)

## Classifiche
| Classifica (2016)              | Posizione massima> |
| ------------------------------ | ------------------ |
| Australia (ARIA)               | 42                 |
| Austria (Ö3 Austria)           | 72                 |
| Belgio (Ultratop Fiandre)      | 116                |
| Belgio (Ultratop Vallonia)     | 142                |
| Germania (Offizielle Top 100)  | 41                 |
| Irlanda (IRMA)                 | 2                  |
| Nuova Zelanda (RMNZ)           | 7                  |
| Scozia (OCC)                   | 2                  |
| Svizzera (Schweizer Hitparade) | 32                 |
| Regno Unito (OCC)              | 1                  |